# 二子宿

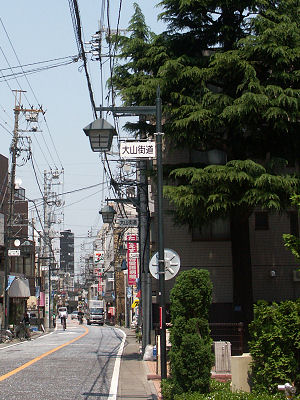
二子宿（2006年5月撮影）

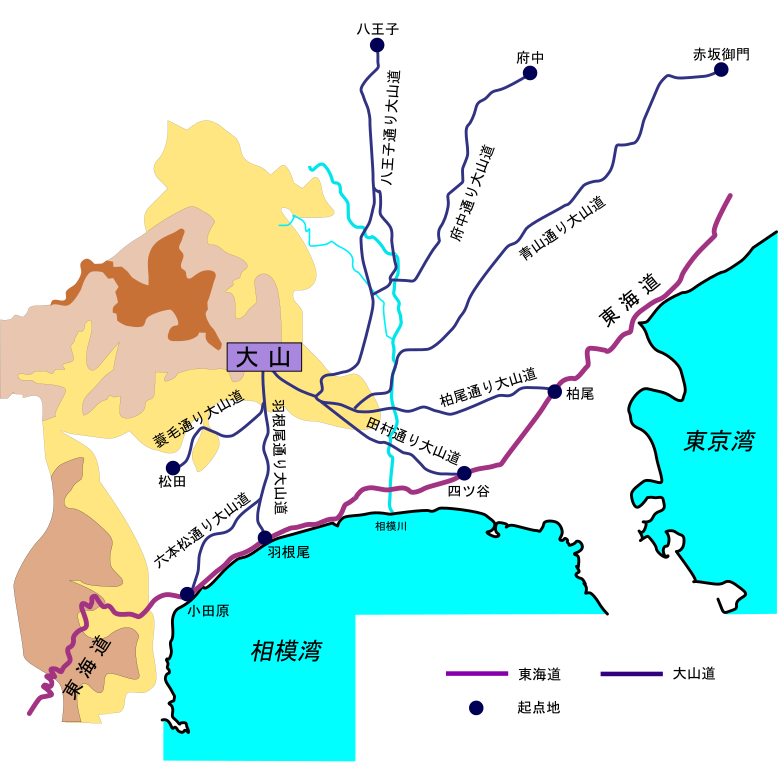
大山道(主要8道)。

二子宿（ふたごしゅく）は、武蔵国橘樹郡二子村（現在の神奈川県川崎市高津区二子）にあった矢倉沢往還（大山道）の宿場（継立場）の一つ。1669年（寛文9年）に、隣接する溝口村とともに継立村に指定され、毎月1日から20日までは溝口村が、21日から月末までは二子村が伝馬の継立を担当した。1681年（延宝9年）に久地村、諏訪河原村、久本村、末長村の4ヶ村が助郷村となった。二子村は多摩川の右岸に位置し、かつては二子の渡しで多摩川を渡った。上宿・中宿・下宿に分かれて軒を並べ、大水による川止めの時に泊まれる民家があった。

## 名所・旧跡
- 旧二子橋親柱[4]
- 「旧大山街道二子の渡し場入口」の標柱[5]
- 二子神社
- 大山灯籠 - 夏に二子神社の鳥居脇に立てられる[6]。
- 岡本かの子文学碑 - 二子神社の境内に立つ[4]。
- 光明寺 - 境内の梵鐘が1834年（天保5年）から時の鐘として使われた[7]。

## 交通アクセス
- 鉄道
  - 東急田園都市線 二子新地駅・高津駅下車

## 隣の宿場
江戸（赤坂） - 二子宿・溝口宿 - 荏田宿
- 江戸との間の多摩川には二子の渡しがあった[3]。

## ギャラリー

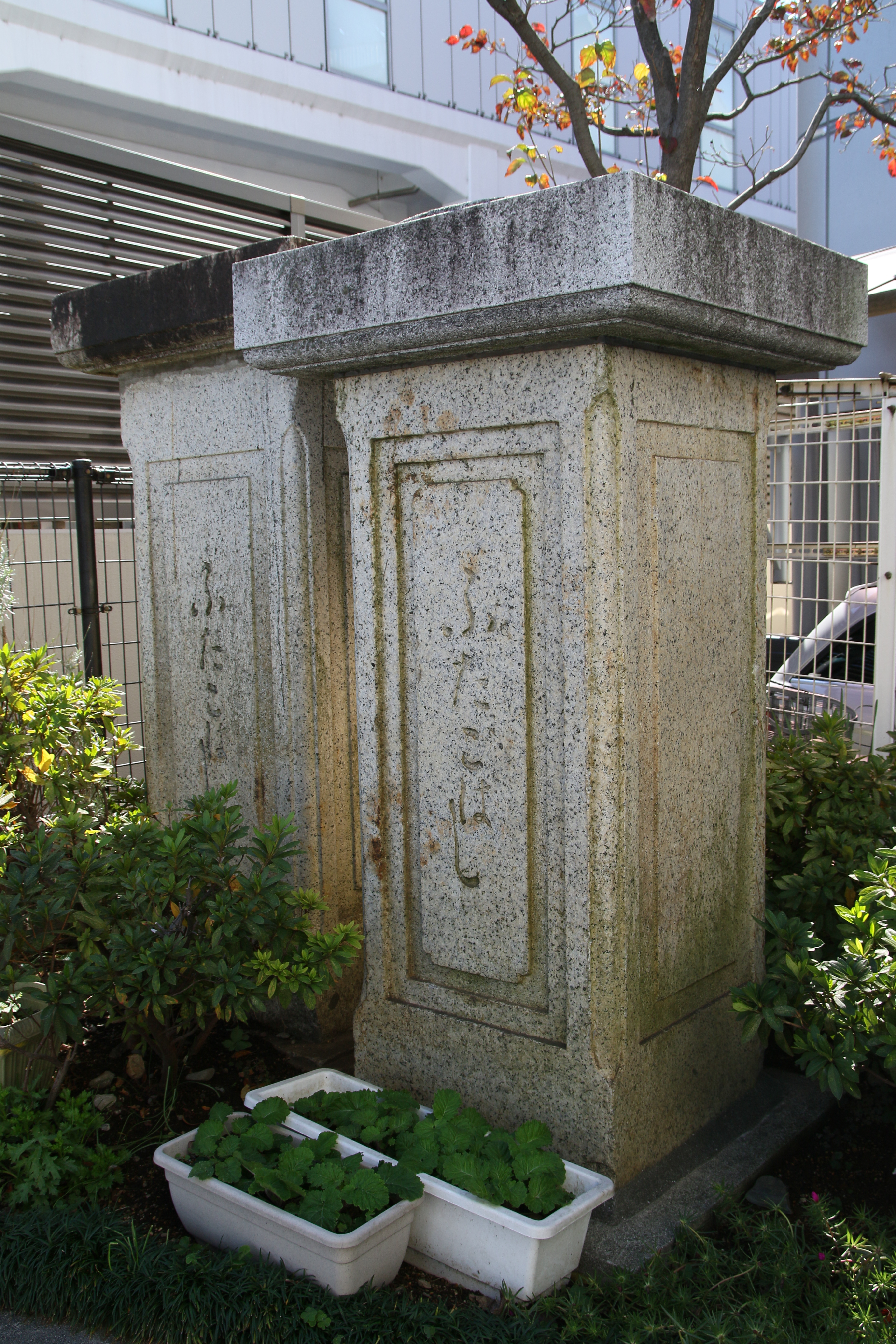
旧二子橋親柱
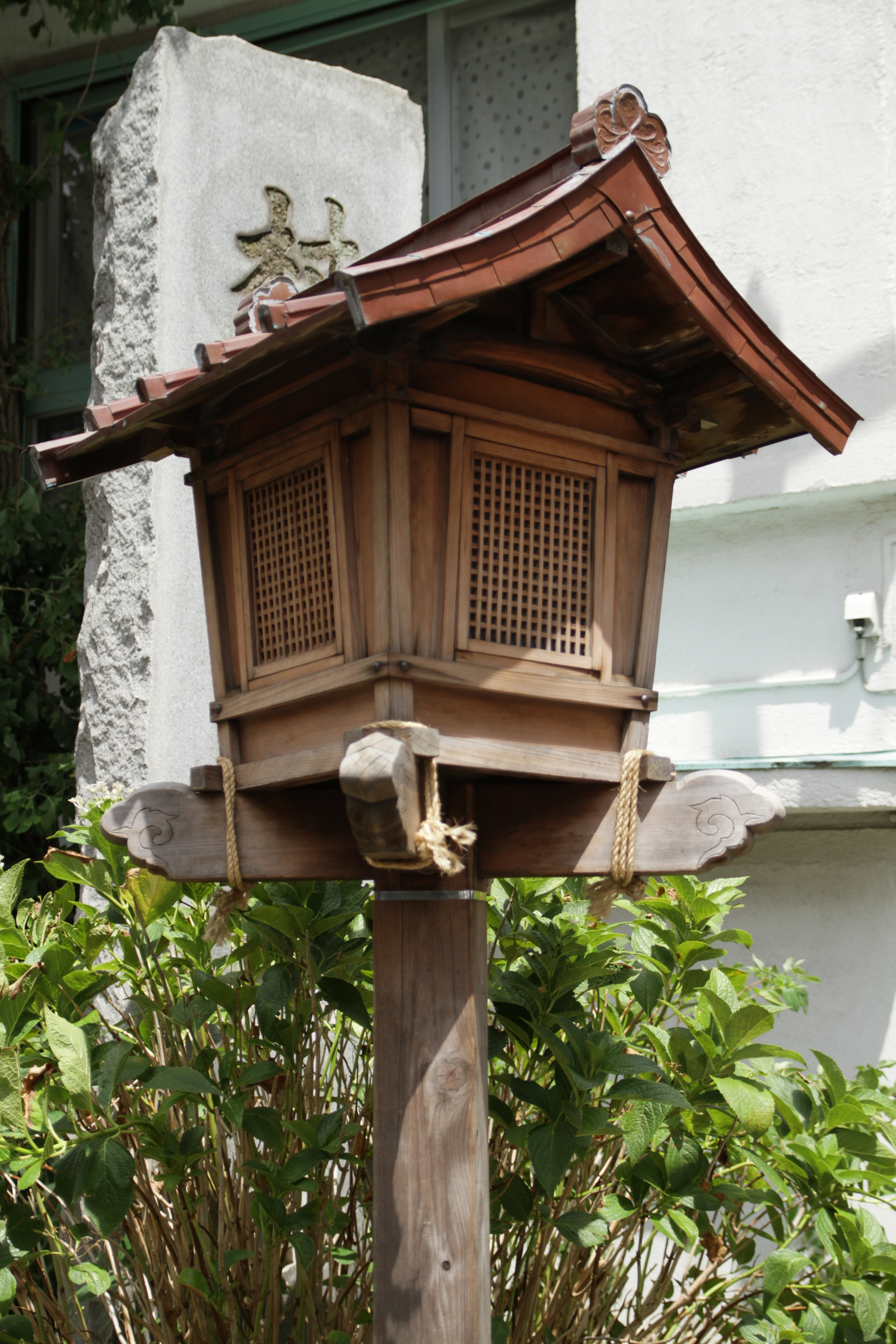
大山灯籠
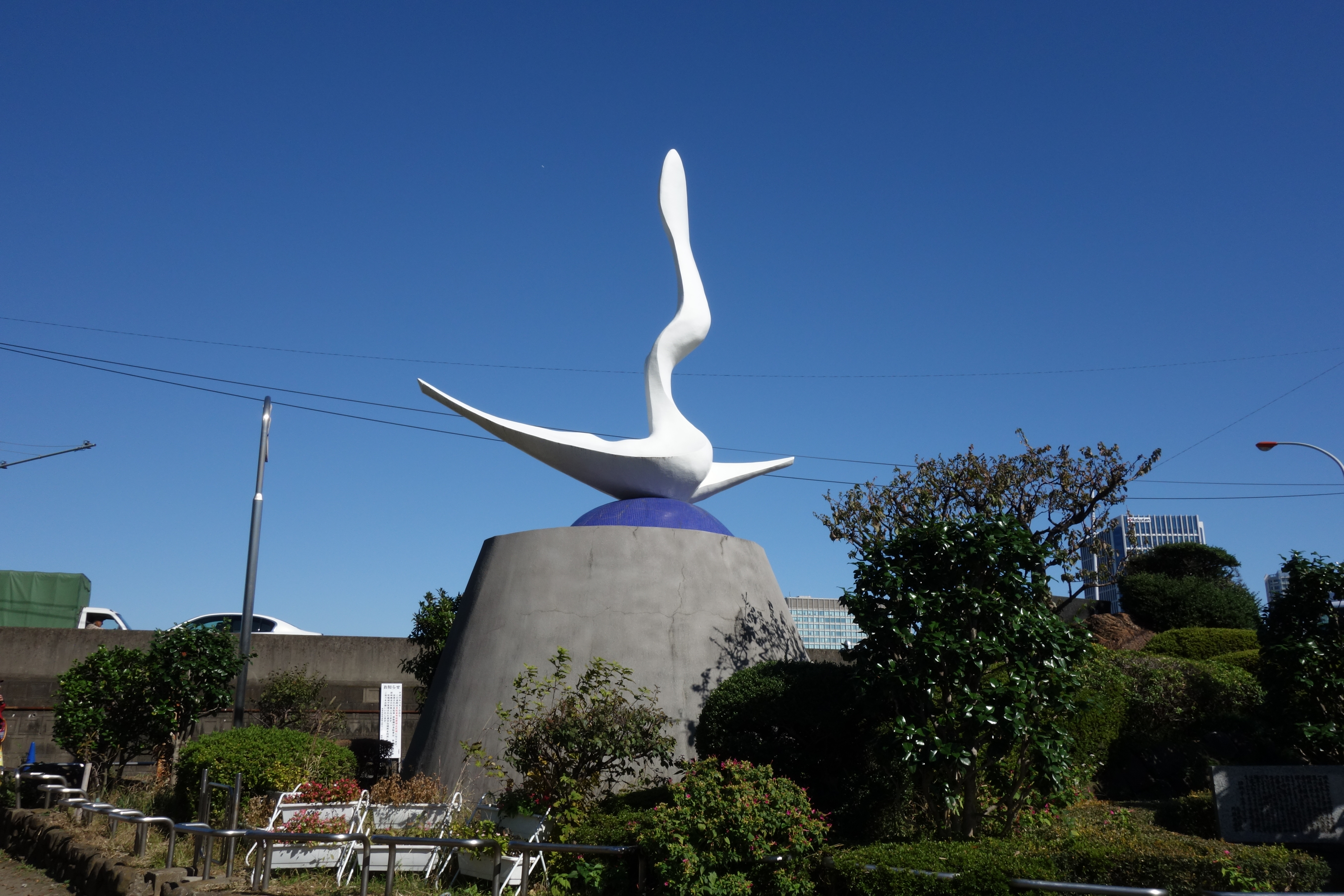
岡本かの子の文学碑